# Chapelle Saint-Paul de Saint-Michel-l'Observatoire
La chapelle Saint-Paul est une chapelle romane située à Saint-Michel-l'Observatoire dans le département français des Alpes-de-Haute-Provence en région Provence-Alpes-Côte d'Azur.
Elle est le dernier vestige d'un prieuré rural.

## Historique
Actuellement isolée au sud du bourg de Saint-Michel-l'Observatoire, la proximité de la voie Domitienne a dû jouer un rôle dans le choix de son implantation, qui s'est faite sur un site occupé durant l'Antiquité,.
La chapelle est construite au XIIe siècle. Elle faisait partie d'un prieuré doté d'un chapelain et relevant du prieuré de Carluc. Elle est vendue comme bien national au moment de la Révolution, et appartient toujours à un particulier. Elle fait l'objet d'un classement au titre des monuments historiques depuis 1930.

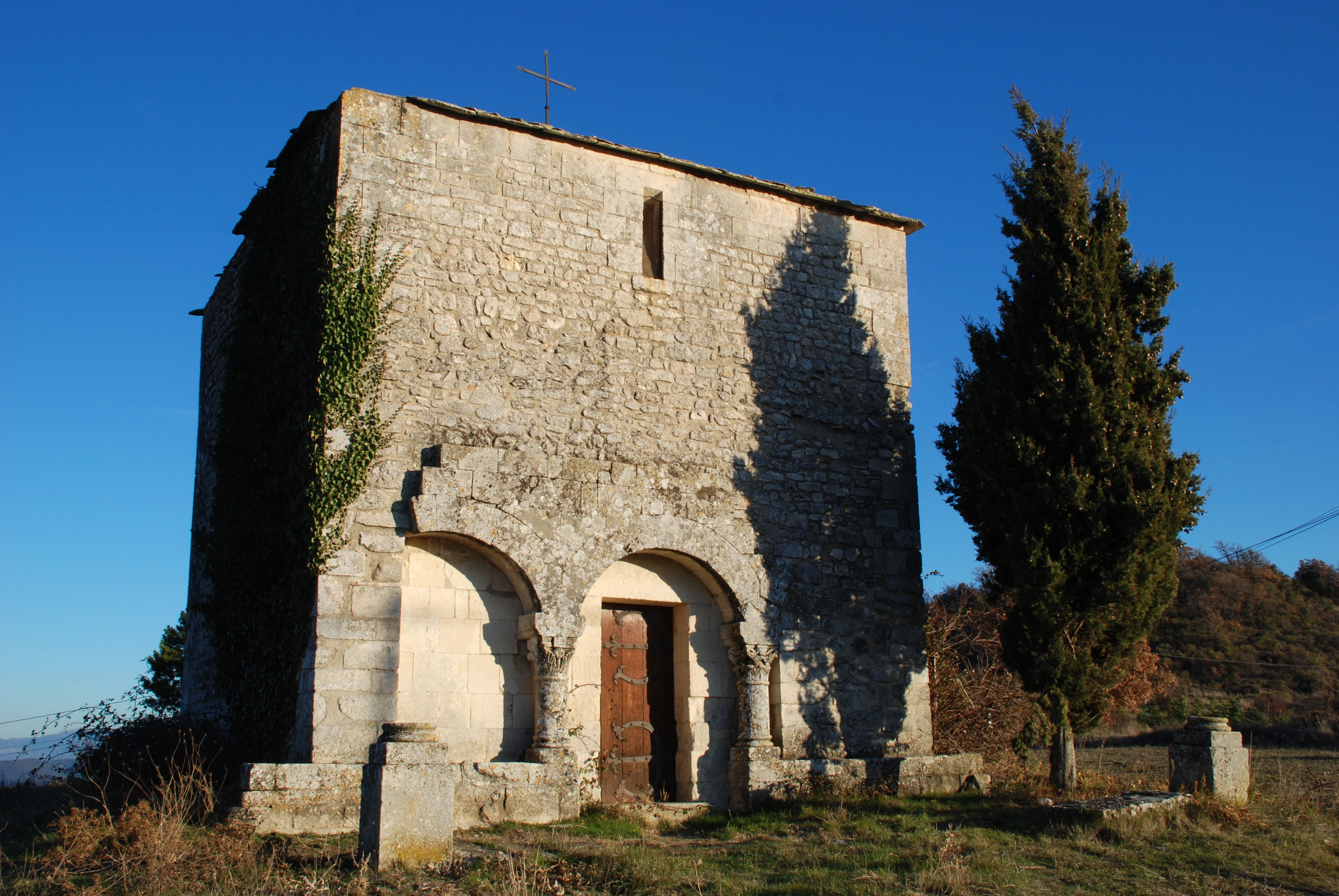
La façade.

## Architecture
De petites dimensions, la chapelle est de forme carrée et est prolongée par un chevet rectangulaire très court, ce qui est la principale particularité de la chapelle Saint-Paul avec les arcade sur colonnettes massives.
La chapelle est édifiée principalement en moellons posés en assises régulières. Les grandes pierres de taille sont utilisées au niveau du chevet, de l'encadrement des baies, des chaînages d'angle et des arcades aveugles qui ornent la façade occidentale. Certaines de ces pierres sont des remplois de pierres antiques.
Ces arcades, avec les bases de colonne isolées en avant de la façade, constituent peut-être les vestiges d'un porche disparu[réf. nécessaire] ou d'un cloître. La base de la façade est constituée d'un mur-bahut portant deux colonnettes courtes et épaisses qui supportent les vestiges de trois arcades. Seule l'arcade centrale est complète ; l'arcade de gauche n'est qu'à moitié complète et celle de droite se réduit à un seul claveau.
Le chapiteau de la colonne située à droite de la porte est orné de feuilles d'acanthe alors que le chapiteau de la colonne de gauche est orné d'une fleur encadrée de palmettes.
La nef est voûtée en plein cintre.
La chapelle est couverte de lauzes et surmontée d'une croix en fer.

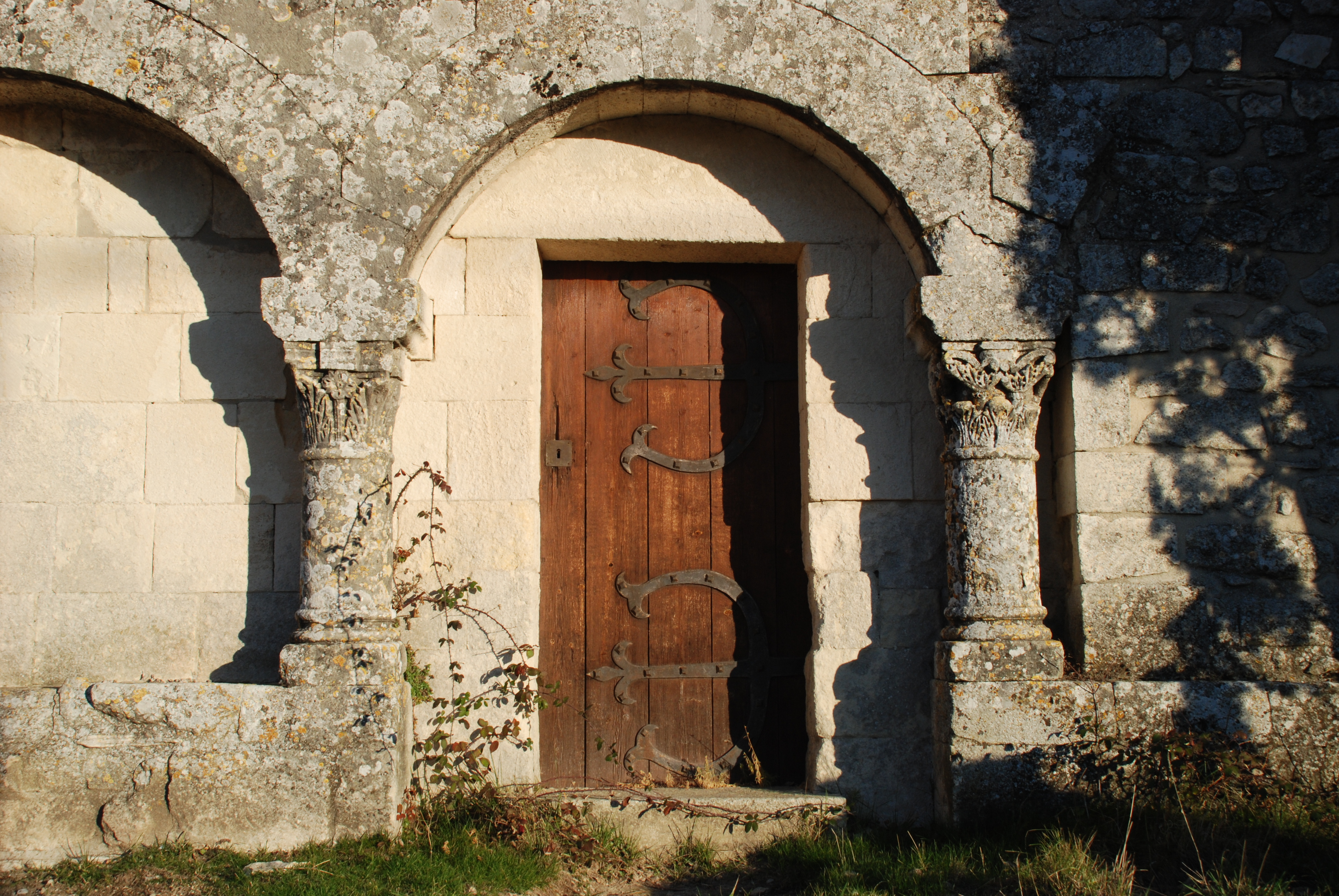
L'arcade centrale.
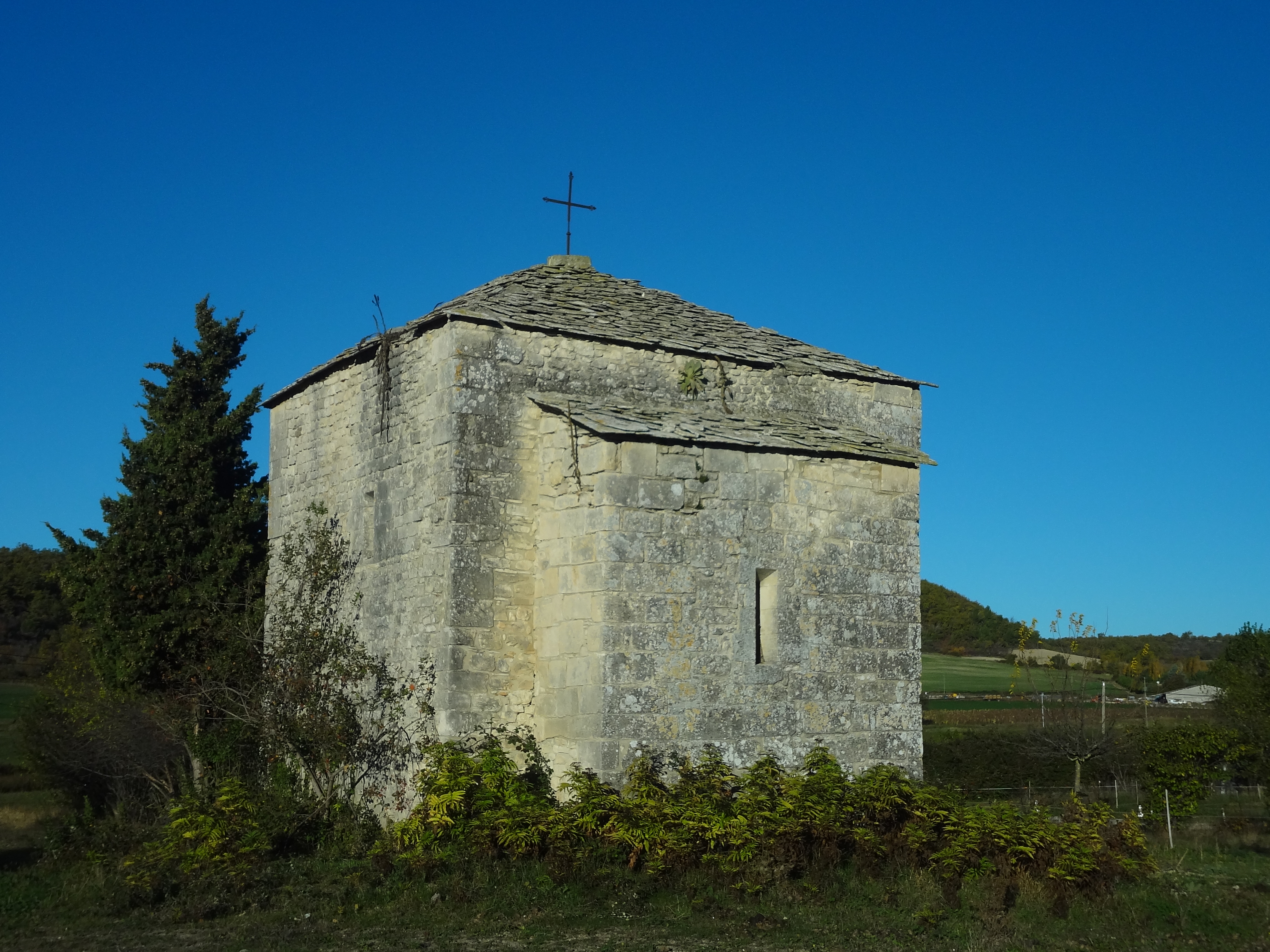
Le chevet.
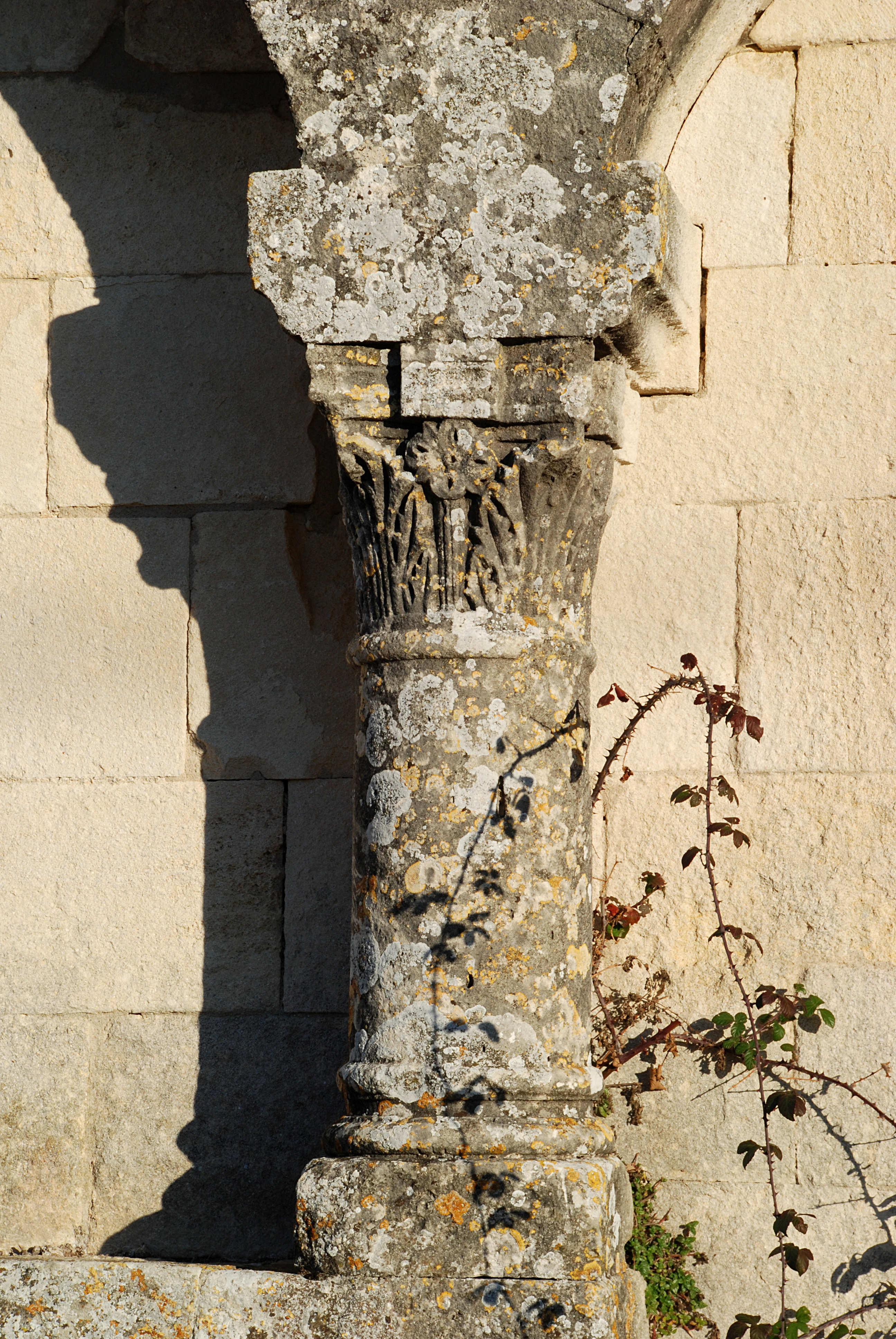
Colonne gauche.
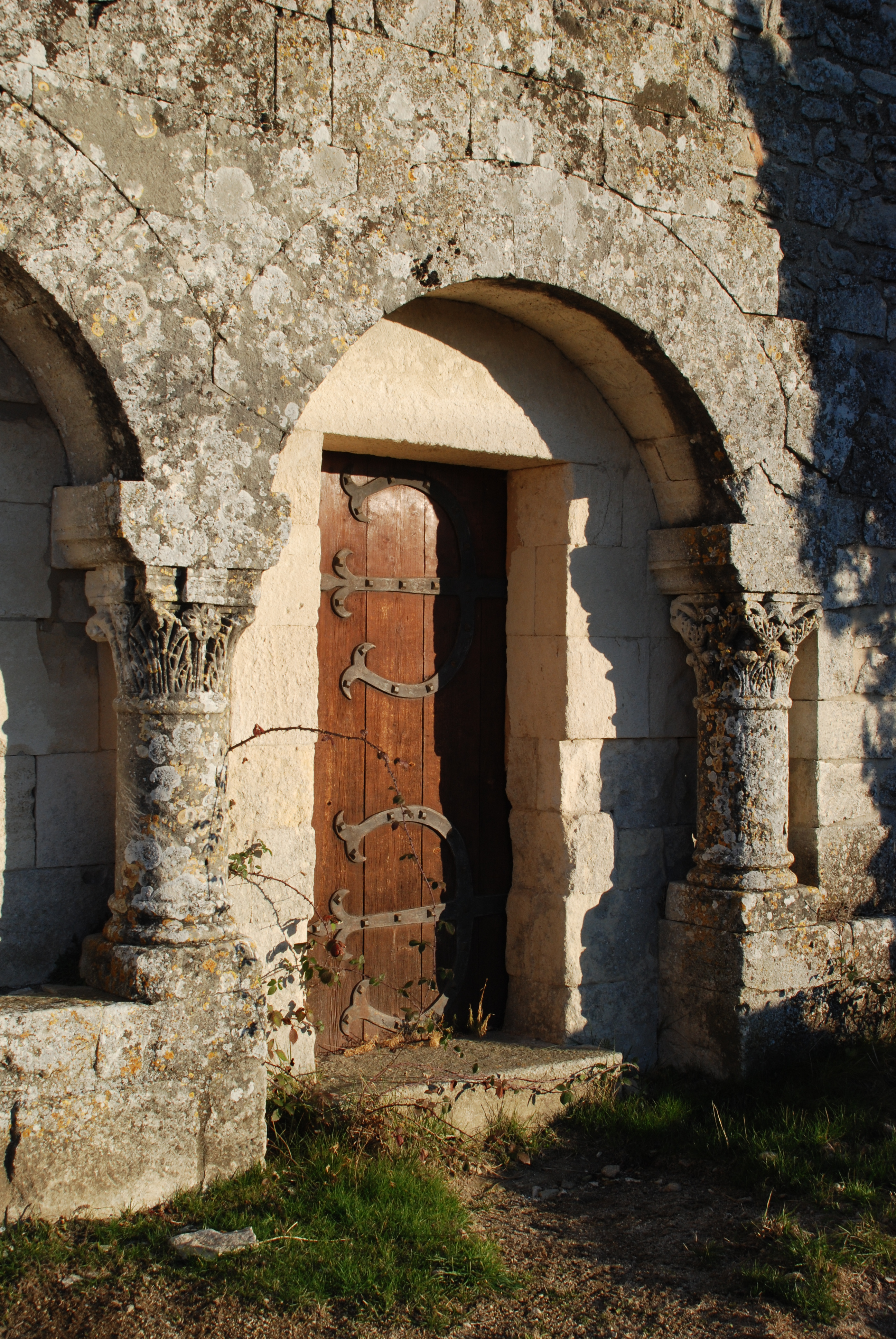
L'arcade centrale.
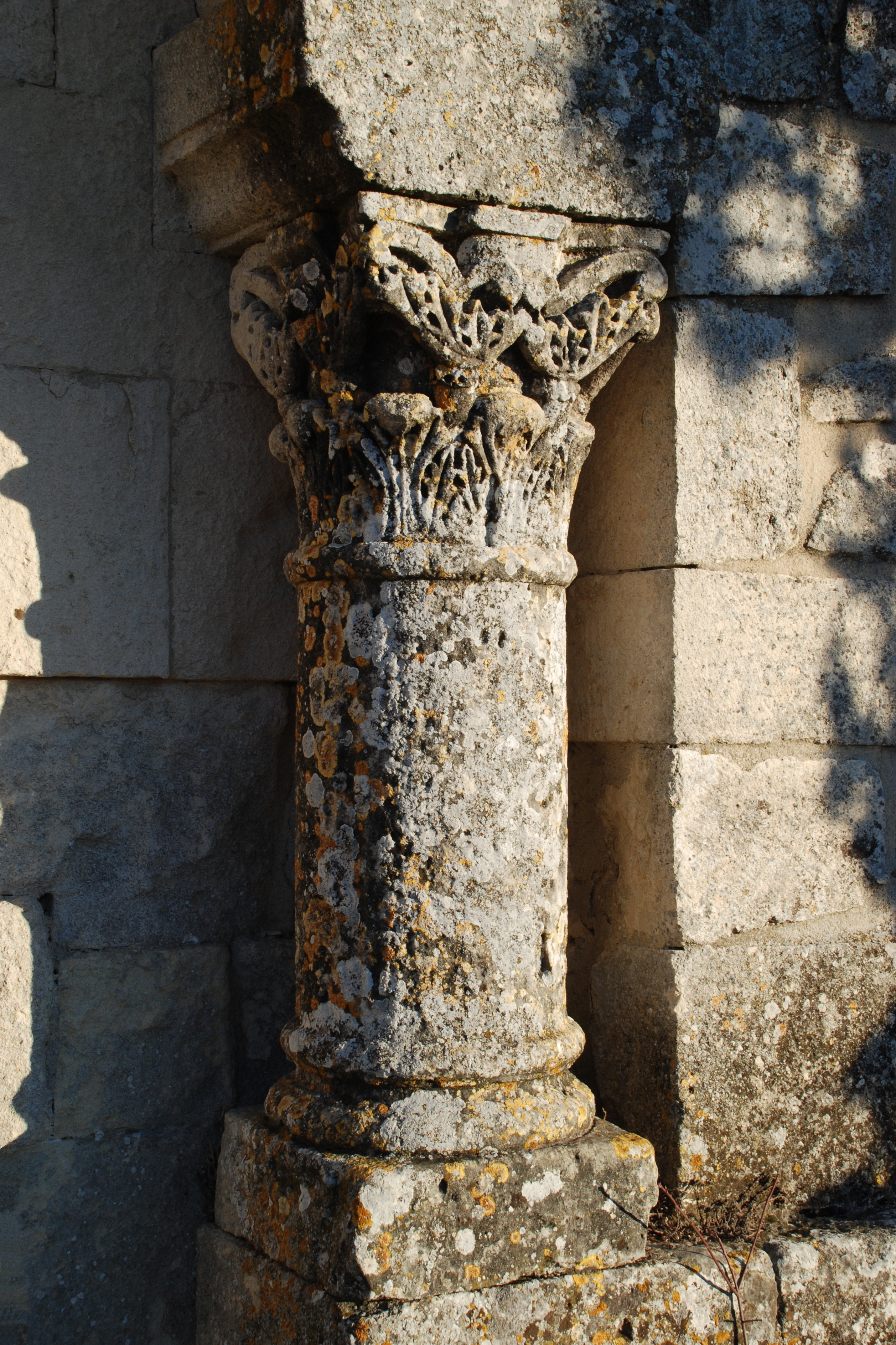
Colonne droite.